# Saudrune (Garonne)
Die Saudrune ist ein kleiner Fluss im Südwesten von Frankreich, der im Département Haute-Garonne der Region Okzitanien im Großraum der Stadt Toulouse verläuft.

## Geografie

### Verlauf
Die Saudrune entspringt im Gemeindegebiet von Muret, entwässert generell Richtung Nordost durch das Ballungszentrum südlich von Toulouse und mündet nach rund 19 Kilometern im Gemeindegebiet von Toulouse als linker Nebenfluss in einen Seitenarm der Garonne (Bras inferieur Garonne). Die Saudrune quert in ihrem Verlauf die Autobahn A64 und die Bahnstrecke Toulouse–Bayonne.

### Durchquerte Gemeinden
(Reihenfolge in Fließrichtung)
- Muret
- Seysses
- Roques
- Frouzins
- Villeneuve-Tolosane
- Portet-sur-Garonne
- Toulouse